# フィア・オブ・ザ・ダーク
『フィア・オブ・ザ・ダーク』(Fear Of The Dark)は、アイアン・メイデンの9枚目のスタジオアルバム。日本では1992年5月12日に発売された

## 収録曲
1. ビー・クイック・オア・ビー・デッド - Be Quick Or Be Dead (Dickinson, Gers) [3:24]
2. フロム・ヒア・トゥ・エタニティ - From Here To Eternity (Harris) [3:38]
3. 殺戮の恐怖 - Afraid To Shoot Strangers  (Harris) [6:56]
4. フィア・イズ・ザ・キー - Fear Is The Key (Dickinson, Gers)  [5:35]
5. 絶望の淵 - Childhood's End (Harris) [4:40]
6. ウェイスティング・ラヴ - Wasting Love  (Dickinson, Gers) [5:50]
7. 終わりなき逃亡 - The Fugitive  (Harris) [4:54]
8. チェインズ・オブ・ミザリー - Chains Of Misery  (Murray, Dickinson)[3:37]
9. 妖しき者 - The Apparition  (Harris, Gers)[3:54]
10. ジューダス・ビー・マイ・ガイド - Judas Be My Guide (Dickinson, Murray) [3:08]
11. ウイークエンド・ウァリアー - Weekend Warrior (Harris, Gers)  [5:39]
12. フィア・オブ・ザ・ダーク - Fear Of The Dark  (Harris) [7:16]

## 参加ミュージシャン
- スティーヴ・ハリス  Steve Harris - ベース、ヴォーカル
- ブルース・ディッキンソン  Bruce Dickinson - リード・ヴォーカル
- デイヴ・マーレイ  Dave Murray - ギター
- ヤニック・ガーズ  Janick gers - ギター
- ニコ・マクブレイン  Nicko McBrain - ドラムス